# Everhard Jabach

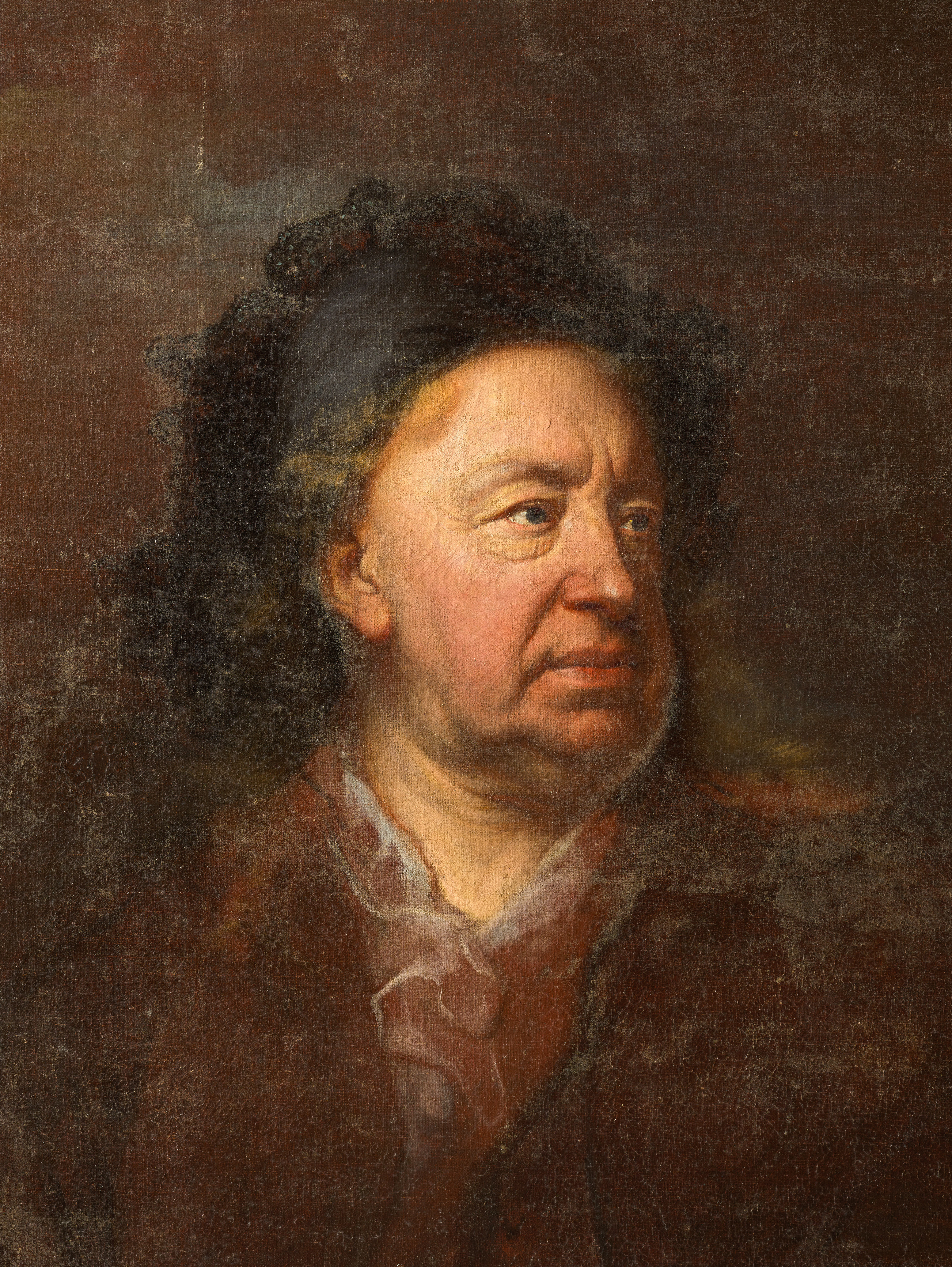
Particolare del ritratto di Everhard Jabach realizzato da Hyacinthe Rigaud (1688).

Everhard Jabach, detto anche Eberhard (Colonia, 10 luglio 1618 – Parigi, 9 marzo 1695), è stato un banchiere, collezionista d'arte e mecenate olandese naturalizzato francese.

## Biografia
Everhard nacque a Colonia, nel Sacro Romano Impero, da una famiglia della borghesia olandese. Suo padre, che aveva fatto fortuna fondando una banca ad Anversa, negli allora Paesi Bassi spagnoli, gli aveva consentito di avere solide basi economiche per vivere una vita agiata. Everhard stesso, a 20 anni, decise di stabilirsi in Francia, venendo naturalizzato suddito francese nel 1647. Qui, oltre a continuare la sua attività di famiglia come banchiere, si dedicò al collezionismo ed al procacciamento di opere d'arte, divenendo in pochi anni uno dei principali fornitori di opere per le collezioni di Luigi XIV di Francia. Nel 1648 sposò a Colonia la figlia di uno dei senatori della sua città natale, Anna Maria de Groote, dalla quale ebbe quattro figli. 
Francis Haskell lo definì "opulento banchiere", dal momento che le sue ricchezze aumentarono ulteriormente quando la sua posizione sociale in Francia gli consentì una scalata sociale che lo portò a divenire uno dei direttori della compagnia francese delle Indie orientali, gestendo l'avamposto di Corbeil. Nel 1671 la sua fortuna venne valutata in 2.000.000 di livres e comprendeva anche un hôtel particulier (oggi abbattuto) presso la rue Neuve-Saint-Merri, dove riceveva ospiti illustri come Voltaire.

## La collezione Jabach

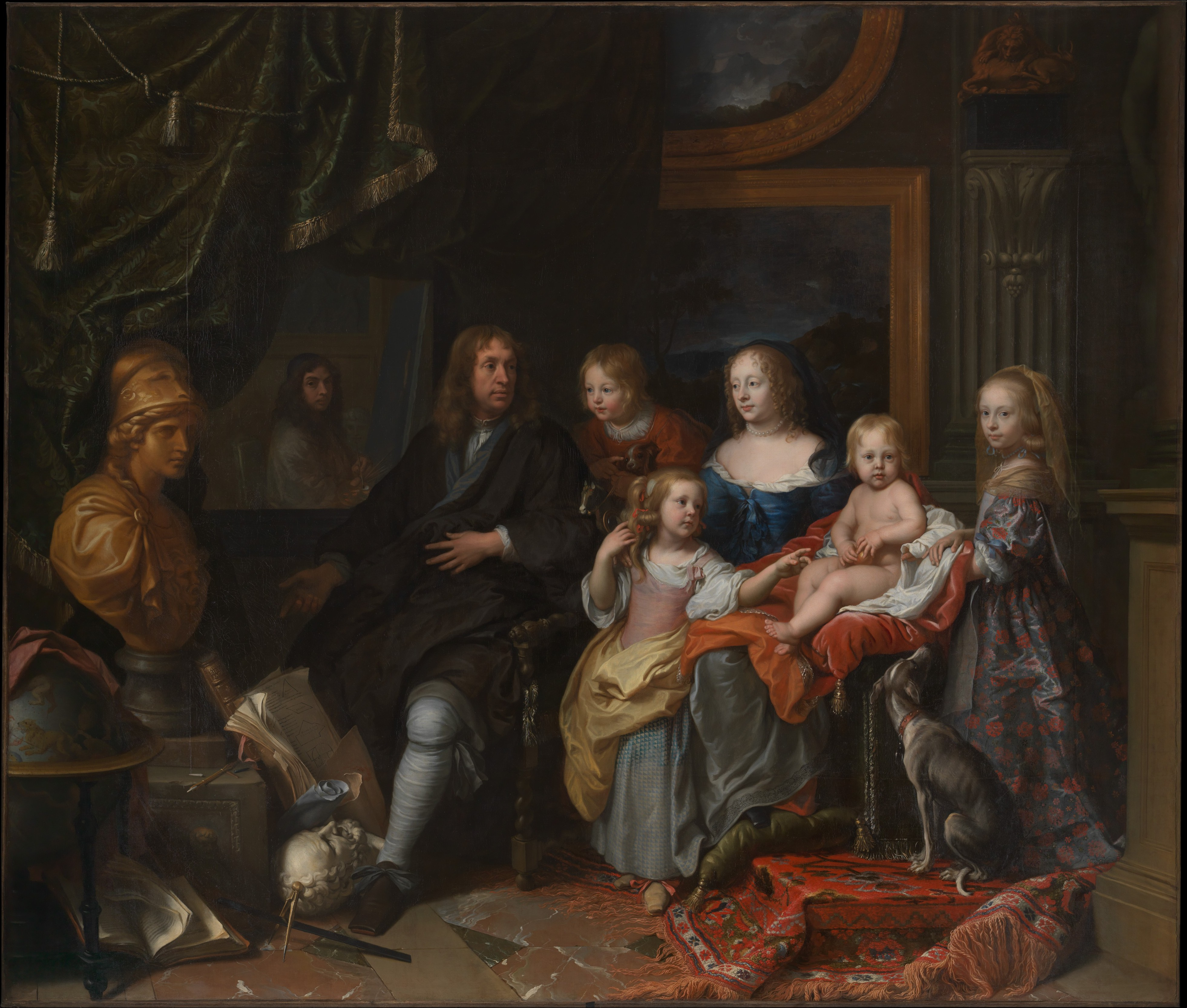
Jabach e la sua famiglia, c. 1660, dipinto di Charles LeBrun

Jabach è ricordato soprattutto come grande collezionista di disegni, dipinti, sculture, oggetti d'arte, bronzi e stampe di grandi artisti come Raffaello Sanzio, Giulio Romano, i fratelli Carracci, Rubens, Paul Bril, Dürer, Le Brun e Poussin. Gran parte dei dipinti che riuscì a collezionare nella sua raccolta privata provenivano dalla galleria Ludovisi di Roma, dalla collezione di Thomas Howard, XXI conte di Arundel (messa all'asta nei Paesi Bassi dopo la morte della sua vedova nel 1654), e da quella di Carlo I d'Inghilterra (messa in vendita a Londra tra il 1650 ed il 1653), oltre che da altre collezioni in Germania e dalla dispersione della collezione privata di Rubens. Da quest'ultima collezione in particolare provenivano alcune tavole del Vasari derivate dalla sua opera Libro de' Disegni. Nel 1661–62 e nel 1671 cedette gran parte della sua collezione a Luigi XIV di Francia per un totale di 5000 pezzi che oggi sono in gran parte conservati nel Gabinetto dei Disegni del Museo del Louvre di Parigi. 
Nel 1741 Pierre-Jean Mariette precisava che "pur avendo venduto al re molti dei suoi dipinti e disegni, [Jebach] ne aveva tenuti molti altri, e certamente tra i più belli". Alla sua morte, infatti, Jebach lasciò ai suoi eredi una collezione di 4000 oggetti d'arte, raccolti in un copioso inventario pubblicato per la prima volta dal Museo del Louvre nel 2002 in un catalogo collettivo. Nel 2013 parte delle opere della collezione Jabach sono state oggetto di una mostra organizzata proprio dal Louvre dal titolo "Un tedesco alla corte di Luigi XIV; Da Dürer a Van Dyck: la collezione di arte nordica di Everhard Jabach".
Jabach si fece realizzare molti ritratti da alcuni tra i più importanti artisti del suo tempo, tra cui Rigaud nel 1688 e Antoon van Dyck nel 1636-37 (oggi al Museo dell'Hermitage), oltre ad aver commissionato un ritratto della sua intera famiglia con la sua collezione di opere d'arte a Charles Le Brun (dal 2014 al Metropolitan Museum of Art).
Egli fu inoltre agente per il cardinale Giulio Mazzarino per l'acquisto delle opere provenienti dall'ex collezione di Carlo I d'Inghilterra, in competizione con l'ambasciatore del re di Francia a Londra, che acquistava per il sovrano francese. Molti di questi dipinti finirono poi nella collezione del re di Francia dopo la morte del cardinale, come da sue disposizioni testamentarie. Jabach si servì largamente dei suoi agenti a Londra, in particolare di un mercante francese chiamato Oudancour. Jabach riuscì ad acquistare in totale venti dipinti di altissima qualità.

### Alcune opere della sua collezione privata
- Bronzino, Ritratto di uno scultore (oggi alla National Gallery di Londra)
- Caravaggio, Morte della Vergine (oggi al Louvre)
- Correggio, Allegoria del Vizio e Allegoria della Virtù, dallo studiolo di Isabella d'Este a Mantova (oggi entrambe al Louvre)
- Durer, l'Altare Jabach (perduto il pannello centrale; i pannelli laterali si trovano oggi al Wallraf-Richartz Museum ed al Städel Museum)
- van Eyck, Trittico di Dresda (oggi alla Gemäldegalerie Alte Meister)
- Leonardo, San Giovanni Battista (oggi al Louvre)
- Gentileschi, Riposo durante la fuga in Egitto (oggi al Birmingham Museum and Art Gallery)
- Tiziano, Deposizione (oggi al Louvre)
- Tiziano, Uomo dal guanto (oggi al Louvre)
- Tiziano, Allegoria coniugale (oggi al Louvre)
- Tiziano o Giorgione, Concerto campestre (oggi al Louvre)
- Giulio Romano, cinque grandi disegni tra cui "Orfeo intercede presso Plutone e Proserpina in favore di Euridice"( oggi al Louvre, Cabinet des dessins).